# Лысая Гора (Николаевская область)
Лысая Гора (укр. Лиса Гора) — село в Первомайском районе Николаевской области Украины.

## История
Основано в 1751 году.
В начале 1990х годов здесь началось строительство карьера, но после провозглашения независимости Украины строительство было остановлено, а в сентябре 1993 года Кабинет министров Украины принял решение о продаже объекта.
Население по переписи 2001 года составляло 4502 человек.

## Местный совет
55250, Николаевская обл., Первомайский р-н, с. Лысая Гора, ул. Большая, 78

## Известные уроженцы
- Вахненко, Алексей Яковлевич — Герой Советского Союза.
- Квасницкий, Алексей Владимирович (1900—1989) — украинский советский учёный-физиолог, педагог, профессор, академик АН УССР и действительный член Академии сельскохозяйственных наук УССР. Герой социалистического труда.
- Ляшенко Валентин Андреевич (01.03.1946) — Начальник Технического Управления Северного Флота РФ, литератор, контр-адмирал. Лауреат Государственной премии РФ. 1964—1965 — Моторист морского спасательного буксира «Горделивый» Черноморского ГМП г. Одесса. 1965—1970 Севастопольское ВВМИУ (Красный Диплом). 1979—1981 ВМА им. А. А. Гречко (С отличием). 1970—1997 прошел путь от командира группы ПЛА К-40 до начальника Технического Управления Северного Флота РФ. 1997—2001 — Зам. Командующего Морскими Пограничными силами ФСБ РФ. 2001—2010 — занимал руководящие должности в концерне «Малого и среднетоннажного кораблестроения». 2010 — по н.в. Генеральный директор компании по строительству и эксплуатации яхт и прогулочных судов. Награждён двумя орденами мужества (1996, 1998), Орденом за военные заслуги (2001), медалями и именным оружием.
- Турчин Николай Александрович (27.07.1969) - Заслуженный врач Украины. Генеральный директор Днепропетровской инфекционной больницы им.проф.Е.Г.Попковой.